# أبولين لاكروا
أبولين لاكروا (و.1805- 1896) ممثلة فرنسية تزوجت من باول لاكروا، أمين مكتبة مكتبة الترسانة في باريس، في 7 مايو 1834.
عاشت مع زميل بول لاكروا، جامع الفن تيوفيل توغي برغر، لأكثر من عقد حتى وفاته.
بعد وفاة ثوري برغر، ورثت مجموعته الفنية القيمة التي تضمنت لوحات يوهانس فيرمير ولوحة الحسون التي رسمها كاريل فابريتيوس التي وجدها ثوري بورغر في بروكسل بعد 200 عام من إنشائها. تم بيع الكثير من المجموعة في وقت لاحق.